# Lödla
Lödla è un comune della Germania di 715 abitanti situato nel circondario dell'Altenburger Land in Turingia e facente parte della comunità amministrativa dello Verwaltungsgemeinschaft Rositz.